# Уваровка (Московская область)
Ува́ровка — посёлок городского типа в Можайском районе Московской области России, с 2018 года входит в состав Можайского городского округа. Население — 3944 чел. (2024).
Расположен в 139 км к западу от Москвы. Одноимённая железнодорожная станция на линии Москва — Минск (первоначально называлась «Уваровская»).

## История
Посёлок возник вокруг станции в 1860 году. Названием обязан семье графа С. С. Уварова, проживавшей рядом в Поречье и сделавшей многое для него. Посёлок являлся крупным торговым центром Гжатского уезда, где крестьяне из окрестных деревень закупали соль, скобяные изделия и т. п.
В 1929—1960 годах Уваровка была центром Уваровского района.

### Подвиг защитников Родины
Во время Великой Отечественной войны в районе Уваровки шли тяжёлые бои за рубежи Москвы. Эта местность получила название Долина Славы (Долина Смерти). Здесь были дотла сожжены десятки деревень, которые не были восстановлены после войны. Не все погибшие красноармейцы были захоронены в ходе тяжёлых боёв, до сих пор в лесах поисковые отряды находят их останки.
Во время немецко-фашистской оккупации в окрестностях Уваровки активно действовали три партизанских отряда. В декабре 1941 года здесь была зверски казнена партизанка А. М. Дрейман с новорождённым сыном.
С января по апрель 1942 года Красная армия вела наступление силами 82-й мотострелковой дивизии (действовала в зоне автострады «Москва — Минск») и 32-й стрелковой дивизии под командованием В. И. Полосухина.
В боях за Родину в окрестностях Уваровки погибло около 10 тысяч советских воинов. 9 мая 1966 года, в годовщину Победы, на 141-м километре Минского шоссе возле деревни Хващевка на кургане семиметровой высоты был открыт монумент «Их было десять тысяч» в память о бойцах, отстоявших Москву. Авторы памятника — скульптор А. В. Рыбкин, архитектор Н. Н. Донских.
Постановлением Совета министров РСФСР от 4 декабря 1974 года № 624 этот монумент внесён в список памятников истории федерального значения и находится под охраной государства. Этот статус подтверждён указом президента РФ от 20 февраля 1995 года № 176.

### Новейшая история
В 2025 году рабочий посёлок преобразован в посёлок городского типа.

## Население
| 1939  | 1959  | 1970  | 1979  | 1989  | 2006  | 2009  | 2010  | 2012  |
| ----- | ----- | ----- | ----- | ----- | ----- | ----- | ----- | ----- |
| 2682  | ↗3389 | ↗4095 | ↗4281 | ↘3675 | ↘3170 | ↘3150 | ↗3354 | ↗3437 |
| 2013  | 2014  | 2015  | 2016  | 2017  | 2018  | 2019  | 2020  | 2021  |
| ↗3523 | ↗3546 | ↘3518 | ↘3467 | ↘3406 | ↘3353 | ↘3348 | ↘3309 | ↗3841 |
| 2023  | 2024  |       |       |       |       |       |       |       |
| ↗3884 | ↗3944 |       |       |       |       |       |       |       |

## Современность
- Имеется незначительная деревообрабатывающая промышленность (леспромхоз, лесхоз). В советское время работала Можайская кондитерская фабрика.
- В 1960-е годы в Уваровке действовал народный театр (сейчас уже не существует).
- В посёлке находится храм преподобного Серафима Саровского (РПЦ МП), построенный по проекту архитектора Н. Б. Васнецова.
- На 141 километре Минского шоссе на повороте на Уваровку установлен и 9 мая 1966 года открыт монумент «Их было десять тысяч» в память о бойцах, отстоявших Москву. Авторы памятника—скульптор А. В. Рыбкин, архитектор Н. Н. Донских[2].
- В 2023 году вышла в свет книга «Подвиг на века:А.М. Дрейман». Авторы издания : Мария Николаевна Павлова и Светлана Владимировна Павлова. Книга посвящена партизанке Александре Дрейман , которая известна всему миру по повести польской писательницы Ванды Василевской «Радуга» и одноимённому фильму режиссёра Марка Донского Киевской киностудии имени Довженко

## Известные люди
- В Уваровке родился и жил лётчик М. К. Вербицкий, Герой Советского Союза, в честь него названа одна из улиц посёлка[24].
- Уваровка связана с именем церковного публициста М. А. Соколова[источник не указан 4848 дней].
- В Уваровке живет лауреат I международной премии «Русский фронтир» им. Д.А. Дугиной — Д.А. Поданев[25].
- В Уваровке родилась и живет известный военный  журналист агентства ANNA -News М. Н. Павлова https://t.me/Pavlova_Maria_live.